# Línea de Røros
La Línea de Røros (en noruego: Rørosbanen) es una línea ferroviaria de 383 kilómetros (238 mi) de longitud, que discurre a través de los distritos de Hedmarken, Østerdalen y Gauldalen en Innlandet y Trøndelag, Noruega.
Esta infraestructura, proyectada por el ingeniero noruego Carl Abraham Pihl, inauguró sus primeros tramos en 1862, siendo la primera línea de vía estrecha del mundo (con un ancho de 1067 mm (3' 6")) equipada con locomotoras de vapor. La finalización en 1880 de la Línea de Dovre a Hamar permitió un servicio continuo de trenes que unía Oslo y Trondheim, aunque con un cambiador de ancho en Hamar.
La línea siguió siendo el principal enlace norte-sur en Noruega hasta la finalización de la Línea de Dovre en 1921. Desde entonces, la Línea de Røros ha sido relegada a los trenes regionales de pasajeros y mercancías, perdiendo la mayor parte del tráfico. Su conversión de ancho al ancho estándar comenzó utilizando vía de ancho mixto en partes de la línea en 1917, y se completó en 1941. Hay planes para electrificar e instalar el sistema de control ferroviario europeo a principios de 2020, lo que permitiría que la línea de Røros actuara como reserva para la línea de Dovre.

## Historia

### Trondhjem-Støren y Hamar-Grundset

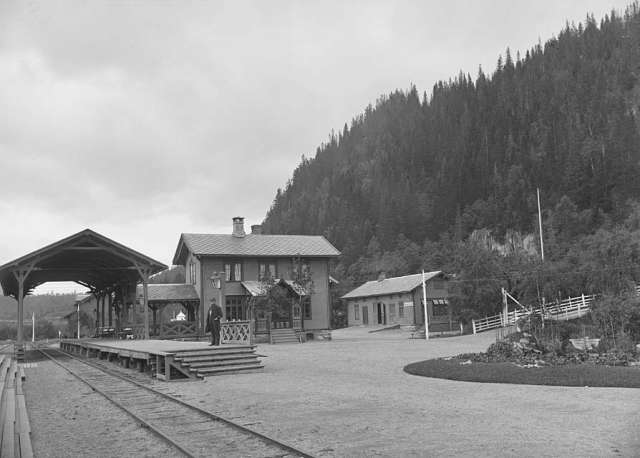
Estación de Støren en la década de 1880

Tras la exitosa construcción de la Línea de Trunk entre Oslo y Eidsvoll en 1854, se hicieron propuestas para otros proyectos, incluida una línea para conectar la capital con Trondheim. Sin embargo, el inicio de la Línea de Røros estaría vinculado a dos proyectos ferroviarios más pequeños que atendían necesidades regionales, con el fin de transportar madera en terrenos difíciles. Después de las iniciativas locales, el Ministerio del Interior encargó a Carl Abraham Pihl la tarea de realizar los trabajos topográficos preliminares de dos posibles rutas.
Estas dos líneas fueron planificadas por el ministerio junto con la Línea de Kongsvinger. La línea troncal había sido construida por una empresa inglesa y era propiedad de esta, y el gobierno no estaba satisfecho con el acuerdo privado. Por lo tanto, recomendaron que las tres líneas se construyeran como ferrocarriles estatales. El gobierno suscribió un préstamo, con el que construiría y operaría las líneas, cubriendo cualquier déficit. Sin embargo, los municipios locales, los condados, los particulares y las empresas debían participar en la financiación mediante la emisión de acciones de cada una de las líneas. Este modelo de financiación se mantendría durante décadas. El parlamento noruego (Storting) aprobó las tres líneas el 3 de septiembre de 1857.

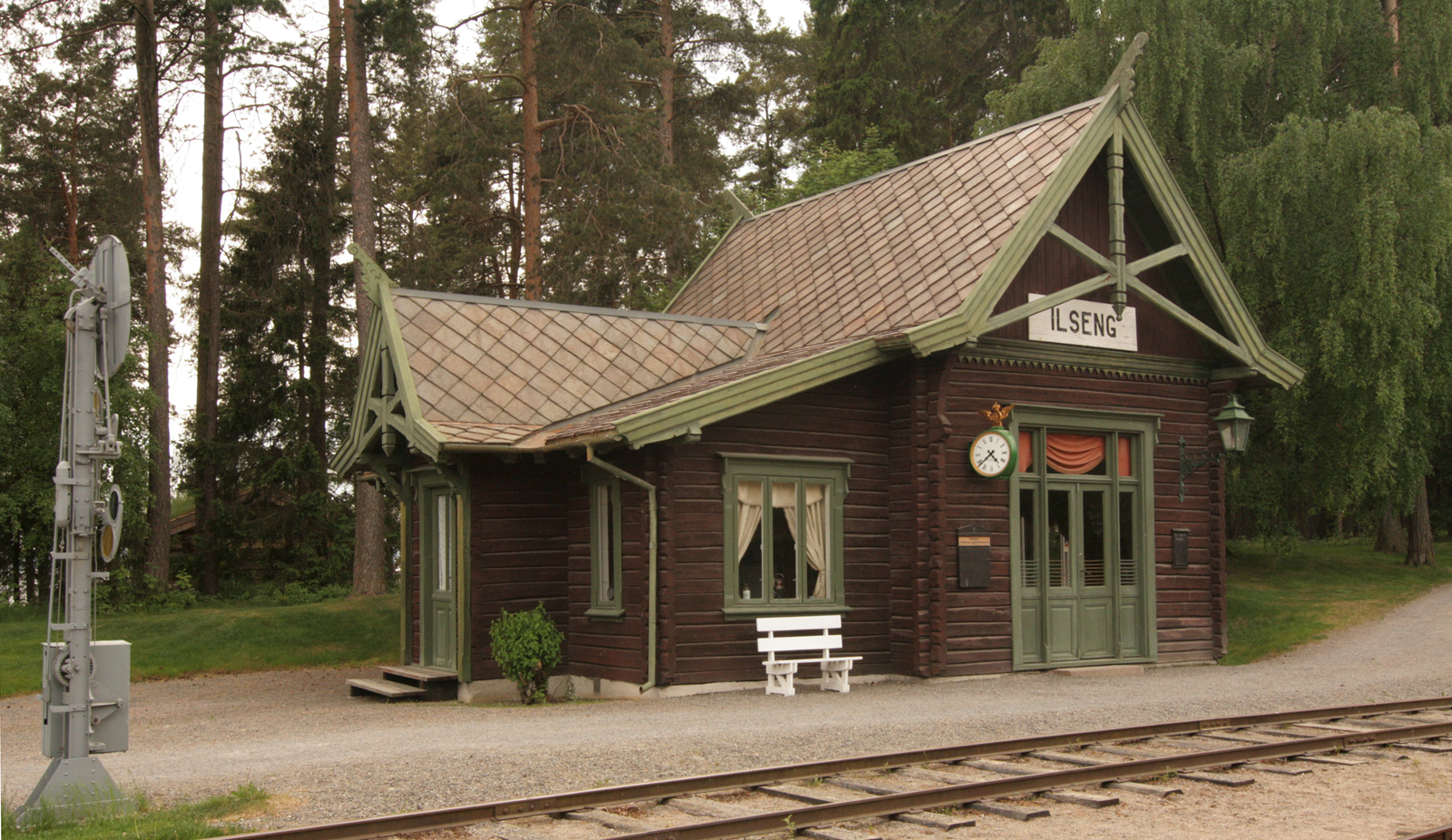
Estación original de Ilseng (Museo del Ferrocarril Noruego de Hamar)

Con el fin de reducir costos, Pihl recomendó que la línea se construyera con un vía estrecha. Esto permitiría radios de curva más pequeños y una construcción más barata. Una desventaja importante era que las líneas no serían compatibles con los ferrocarriles suecos y la línea troncal, si bien entonces no se pensaba que las nuevas líneas alguna vez se conectarían entre sí, ya que los lagos y ríos eran vistos como complementarios a los ferrocarriles. Pihl optó por el ancho de 1067 mm, lo que convirtió a la línea Hamar-Grundset en el primer ferrocarril con máquinas de vapor de vía estrecha del mundo. Pronto se convertiría en el tipo de vía estrecha más utilizado en el mundo.
Originalmente, la línea de Hamar fue aprobada para pasar por Elverum, con su terminal en el lado este de Glomma. La construcción comenzó en septiembre de 1858. El trabajo preliminar había progresado lo suficiente como para que los primeros 8 km de vías se instalaran en 1860. En agosto se entregaron dos locomotoras utilizadas en la construcción. Al año siguiente, se construyeron las estaciones y se habilitó el telégrafo, y el servicio de Hamar a Elverum se abrió el 1 de marzo. La línea recibió inicialmente carriles de 18 kilogramos por metro (37 lb/ft). La apertura oficial de la línea tuvo lugar el 23 de junio de 1862.
Los trabajos de campo de la línea Trondhjem-Støren comenzaron en septiembre de 1858. En 1861, el número de trabajadores de la construcción había aumentado a 900. La parte más difícil fue entre Lundamo y Hovin, donde la ruta tuvo que atravesar un accidentado terreno montañoso. En comparación con otros ferrocarriles noruegos contemporáneos, la línea tenía muchos puentes grandes, construidos con madera. Se produjeron varios accidentes fatales durante el trabajo. Las primeras dos locomotoras se entregaron en 1862, lo que permitió transportar el balasto por ferrocarril.
El coste de construcción final fue de 2,86 millones de coronas, justo por debajo del presupuesto previsto. El primer tren de carga circuló el 23 de enero de 1864. Los trenes de pasajeros comenzaron a funcionar el 1 de abril. La línea recibió inicialmente tres locomotoras, sesenta vagones de carga y diez vagones de pasajeros. La inauguración oficial tuvo lugar el 5 de agosto.

## Operación
Como la línea Røros carece de electrificación, todos los trenes que operan en la línea usan tracción diésel. Esto significa que tanto los trenes expresos de pasajeros como de carga entre Oslo y Trondheim utilizan la Línea de Dovre. El uso principal de la Línea de Røros son los trenes regionales de pasajeros, operados por unidades diésel de la Clase 92 y de la Clase 93 de los Ferrocarriles Estatales de Noruega. A partir de 2015, hay dos trenes directos que van desde Trondheim a Hamar, con un tiempo de viaje de 6 horas. Un tren adicional circula una vez al día entre Trondheim y Røros, que tarda 2 horas y 30 minutos, y cuatro trenescirculan entre Røros y Hamar en 3 horas y 20 minutos. Gran parte del día, por lo tanto, hay un tren entre Hamar y Røros cada dos horas.
Los bosques que rodean las líneas de Solør y de Røros se encuentran entre los más productivos del país. La actividad forestal genera una gran cantidad de trenes cargados de madera en comparación con otras partes del país. La mayoría del tráfico de carga en la línea son trenes madereros, que operan desde las terminales de Auma, Koppang, Hovdmoen y Vestmoen. La mayor parte de este tráfico opera hacia el sur, continuando por la línea de Solør hasta Suecia. En 2015 circulaban alrededor de 40 trenes madereros por semana. Entre los operadores de trenes figuran Hector Rail, TX Logistik y Tågåkeriet i Bergslagen. El mayor cliente es Stora Enso, que principalmente importa la madera para su uso en su planta en Karlstad, Suecia. Se transportan cantidades menores a Gävle y Sundsvall. También hay un tren por semana con rumbo norte a Norske Skog Skogn. Además, hay algunos trenes de carga más pequeños que van desde Hamar a Elverum, unos diez por semana. Debido a la falta de electrificación, no circulan trenes intermodales y de contenedores en la línea de Røros.

## Arquitectura

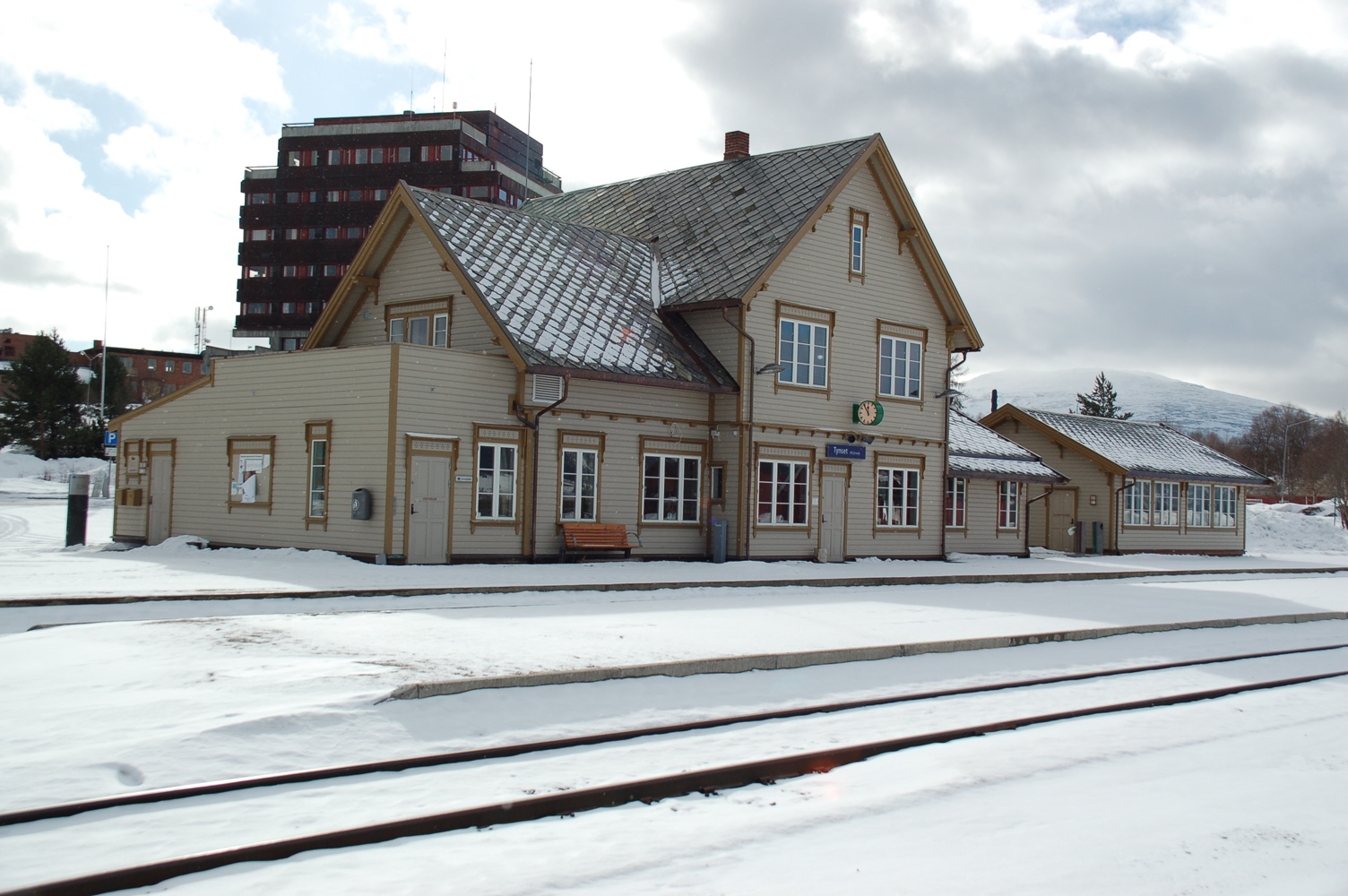
La Estación de Tynset contrasta con la arquitectura posmoderna del ayuntamiento

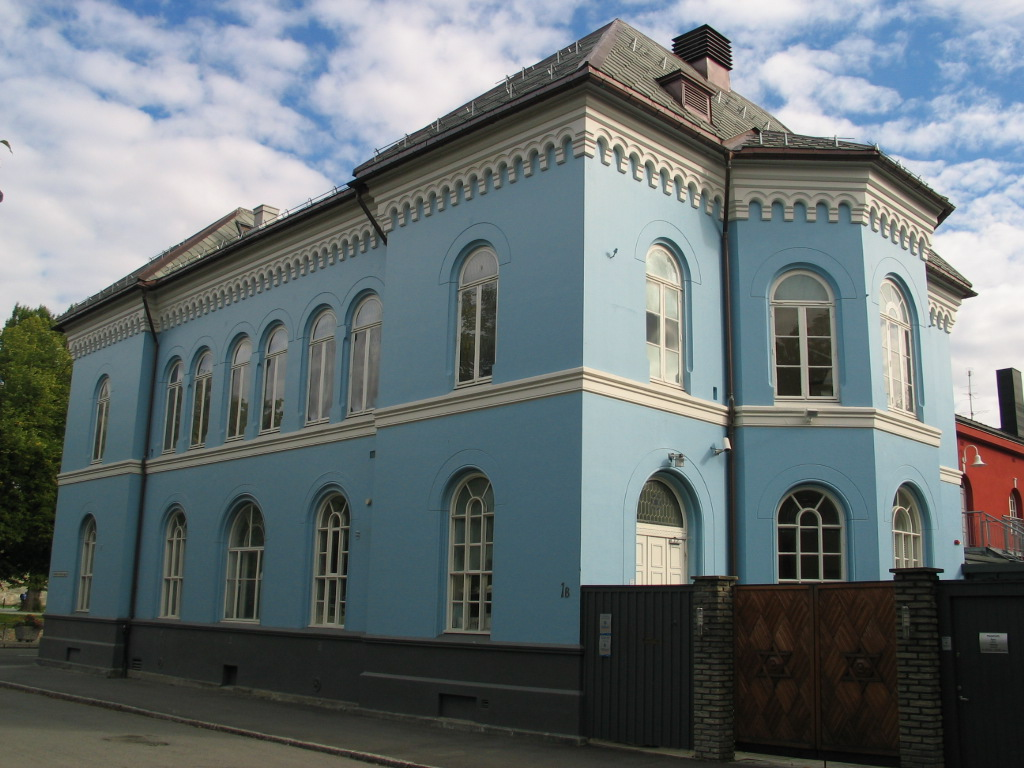
Estación de Trondhjem Kalvskinnet Station, convertida en la Sinagoga de Trondheim

Las estaciones entre Hamar y Grundset, y Trondheim y Støre fueron diseñadas por Georg Andreas Bull como su primer trabajo arquitectónico ferroviario. Fueron diseñados con el estilo chalet suizo, completamente en madera. En comparación con las líneas contemporáneas de Trunk y de Kongsvinger, los ferrocarriles de vía estrecha serían proyectos de bajo costo, que incluían reducir el tamaño de las estaciones, aunque en la zona sur estaban algo más decoradas. En la línea norte eran aún más pequeñas. Quedan pocas de estas estaciones. Hamar recibió una nueva estación diseñada por Balthazar Lange en 1880, y nuevamente por Paul Due en estilo historicista en 1897. La única estación de piedra original fue la de Throndhjem Kalvskinnet. Elverum Station también es de piedra, pero con un estilo menos marcado que muchas otras estaciones de Due.
Entre Grundset y Støren, el gasto en estaciones aumentó, ya que se hizo evidente que el ferrocarril conectaría dos regiones. Fueron diseñadas por Bull y Peter Blix, y su arquitectura es de inspiración nacional, con Bull creando estructuras simples, a menudo rectangulares, y Blix diseñando estaciones más creativas. La línea tenía relativamente muchas pequeñas casas de guardia, aunque pocas de ellas se han conservado. Por otro lado, pocos de los edificios de las estaciones se ampliaron, y por lo tanto, están en gran parte intactos desde el momento de la construcción. Cinco estaciones fueron reemplazadas entre 1935 y 1964 debido a incendios u otras causas.